# Jane's Addiction
Jane's Addiction fue una banda estadounidense de rock alternativo formada en Los Ángeles, California, en 1985.
La banda estaba compuesta por Perry Farrell (voz), Dave Navarro (guitarra), Eric Avery (bajo) y Stephen Perkins (batería). Después de separarse en 1991, volvieron con una breve gira en 1997 y una breve reunión en 2001. Luego, volvieron a separarse en 2004. En 2008 regresaron, pero desde 2010 sin la participación de su miembro fundador Eric Avery en el bajo. Luego, él regresó para una gira de reunión en 2024, pero una pelea en el escenario, delante de los fans, hizo que la banda se volviera a separar.
El estilo musical de la banda es una variedad de géneros incluyendo funk rock y heavy metal.
Jane's Addiction fue una de las primeras bandas en surgir del movimiento de rock alternativo de los 90 que llamaron la atención de los medios de comunicación y consiguiendo éxito comercial en los Estados Unidos. Su gira de despedida inicial puso en marcha el festival Lollapalooza, un escaparate de rock alternativo. Como resultado, Jane's Addiction se convirtieron en iconos de lo que Farrell llamó la "Alternative Nation". La banda está en el puesto 35 en "VH1's 100 Greatest Artists of Hard Rock".

## Historia

### Formación y Jane's Addiction (1985–1987)
Jane's Addiction se forma a partir de las cenizas de la anterior banda de Perry Farrell, Psi-com. En el verano de 1985, Farrell estaba buscando un nuevo bajista para su flamante banda, cuando le presentaron a Eric Avery. Tanto Farrell como Avery eran admiración de Joy Division y The Velvet Underground por lo que decidieron comenzar a ensayar juntos, aunque nunca Avery se convirtió en un miembro de pleno derecho del grupo casi desintegrado de Farrell. El nuevo grupo se denominó "Jane's Addiction" en honor de la compañera de piso de Farrell, Jane Bainter, que era adicta a las drogas. En su encarnación temprana, Jane's Addiction pasó por tres guitarristas, e incluyó a Matt Chaikin, perteneciente a Kommunity FK, en la batería.
Después de que Chaikin no se presentase a varios ensayos, Farrell comenzó a buscar un nuevo batería. La hermana de Avery, Rebecca sugirió a su novio Stephen Perkins. Avery dudaba debido a sus diferencias en cuanto a gustos musicales, pero finalmente cedió. Después de que Perkins fuese contratado como batería, Rebecca Avery y Perkins prometieron meter a su amigo Dave Navarro en el grupo. Basado en la recomendación de Perkins, la banda audicionó a Navarro y posteriormente lo contrató.
Jane's Addiction se convirtió en una sensación en la escena de club de Los Ángeles, principalmente como cabeza de cartel en Scream. La banda se ganó pronto el interés de una variedad de sellos discográficos. Mientras que el grupo había decidido firmar con Warner Bros. Records, Jane's Addiction insistió en la lanzar su debut en la discográfica independiente Triple X Records primero. El mánager de la banda negoció el mayor avance hasta ese momento, con Warner Bros. la banda firma un contrato de entre $ 250.000 y $ 300.000. Mullen, En enero de 1987, la banda grabó su primer disco Jane's Addiction durante una actuación en vivo en The Roxy, con un coste de 4.000 dólares. Antes de que el álbum fuese lanzado, Jane's Addiction teloneó a la banda británica Love and Rockets en una gira de dos meses a finales de 1987.

### Nothing's Shocking (1987–1989)
En enero de 1988, Jane's Addiction entró al estudio para grabar su primer álbum de estudio, Nothing's Shocking. Warner Bros. dio a Jane's Addiction una lista de los productores para elegir, pero el grupo escogió Dave Jerden. Durante la grabación, la banda casi se disuelve debido a una disputa por los derechos de autor. Perry Farrell quería un 62,5 por ciento de todas las canciones, dejando al resto de los miembros de la banda con apenas un 12,5 por ciento para cada uno. Avery dijo después que ese incidente tuvo un efecto profundo en la banda, creando una fractura interna. No mucho después de la disputa, hubo una fuerte pelea entre Farrell y Avery. Este fue el resultado de la recién adquirida sobriedad de Avery, así como de un incidente en el que Farrell considera que el bajista estaba borracho y trató de recoger a su novia.

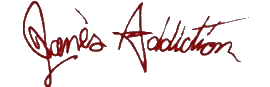
Logotipo de la banda utilizado en la parte superior del álbum.

Nothing's Shocking fue lanzado en 1988 y "Mountain Song" fue primer sencillo elegido por la banda para difusión, sin embargo, MTV se negó a poner el videoclip debido a que contenía una escena de completa desnudez frontal. Farrell decidió entonces lanzar comercialmente el vídeo musical añadiendo material en vivo para crear el Soul Kiss video casero. Debido a la falta de salida en antena en MTV y la radio de rock moderno, el álbum solo vendió 200.000 a 250.000 copias en su primer año de lanzamiento.
Después del lanzamiento del álbum, la banda salió de gira como teloneros de Iggy Pop y The Ramones. Al final de la gira, Jane's Addiction fue el titular en clubes y teatros.

### Ritual de lo habitualy primera desintegración (1989–1991)
Jane's Addiction tenía programando comenzar a grabar su próximo álbum a mediados de 1989. Sin embargo, debido a su distanciamiento con Avery, Farrell no se presentó en el estudio durante semanas, por lo que la banda y el productor Dave Jerden decidió comenzar a grabar sin él. Farrell y Avery finalmente se decidieron a entrar y grabar en diferentes momentos. Durante las sesiones, el grupo se tomó un descanso de varios meses antes de reanudar la grabación. Farrell, aunque brevemente, estuvo en rehabilitación de drogas, mientras que Navarro, declaró posteriormente que casi no tenía ningún recuerdo de trabajar en el álbum debido a su adicción a la heroína. La portada del álbum, una escultura de técnica mixta, fue realizado por la artista visual Casey Niccoli, en ese entonces pareja de Farrell. La pieza, realizada con papel maché, presenta a Farrell, Niccoli y a Xiola Blue, expareja de Farrell que falleció 2 años antes. En un artículo para HuffPost, Niccoli compartió que ella y Farrell realizaron la escultura en su casa en Venice Beach.El álbum Ritual de lo habitual fue lanzado en 1990. Para promocionar el álbum, la banda se embarcó en una gira de 13 meses. Farrell, declaró, "la gira de trece meses de Ritual era la mitad de la razón por la que acabamos siendo incapaces de soportarnos unos a otros."
Parte de la gira incluía ser el acto principal en el festival de Lollapalooza, que les hizo viajar a través de Estados Unidos en el verano de 1991. El festival, creado por Perry Farrell y Marc Geiger, se convertiría en una gira de despedida de Jane's Addiction, pero al mismo tiempo, era un festival de música con bandas como Nine Inch Nails, Siouxsie And The Banshees, The Butthole Surfers, Fishbone, Rollins Band, The Violent Femmes, Body Count, y Ice T. Durante este tiempo, Jane's Addiction acaparó más atención que nunca. Los sencillos "Been Caught Stealing" y "Stop!" se convirtieron en grandes éxitos, y recibieron gran cantidad de tiempo en el aire en MTV. Durante el espectáculo del primer Lollapalooza, Perry Farrell y Dave Navarro se pelearon en el escenario después de que ambos comenzasen a golpearse violentamente entre sí en medio de las canciones. La banda salió del escenario y, aunque volvió para tocar un bis, la pelea continuó y Navarro finalmente lanzó su guitarra encima de la multitud. La banda sin embargo, continuó la gira y llevó a cabo cerca de 25 espectáculos más en el Lollapalooza.
A finales de 1991, Avery le dijo a Navarro que pensaba en dejar la banda. Navarro rápidamente accedió a hacer lo mismo. Los dos dijeron en su discográfica, la cual trató de convencerles de tocar en Japón, pero Avery y Navarro solo querían seguir lo estipulado en su contrato. Jane's Addiction tocó sus últimos shows en Australia y Hawái antes de la disolución.

### Proyectos solistas y reunión de 1997
Los miembros del grupo persiguieron otros proyectos en la década de 1990. Farrell y Perkins formaron otra banda, Porno for Pyros, y tuvo cierto éxito con sus dos álbumes, Porno For Pyros (1993) y Good God's Urge (1996), mientras tanto, Avery y Navarro formaron Deconstruction y lanzaron un disco homónimo en 1994. Dave Navarro se unió a los Red Hot Chili Peppers en 1993 y en el mismo año, Stephen Perkins comenzó una banda llamada Banyan, con los principales miembros Nels Cline, Mike Watt, y Willie Waldman (con invitados en el estudio de reposición). Banyan ha publicado tres álbumes a partir de 2008, su debut homónimo, Any Time at All y Live at Perkins Place.
Dave Navarro y Flea de Red Hot Chili Peppers se unieron a Porno for Pyros para grabar "Hard Charger" en 1997 para la película de Howard Stern, Private Parts; banda sonora que llevó a Jane's Addiction a dar una breve gira con Flea sustituyendo a Avery como bajista, después de que este hubiese rechazado una invitación para unirse a la banda. Ellos produjeron un álbum recopilatorio titulado Kettle Whistle. Este álbum incluye dos canciones nuevas con Flea contribuyendo en las partes de bajo.

### Strays(2001–2004)
El Tour 2001 llamado Jubilee ofreció todas las antiguas canciones de Jane's Addiction, al tiempo que expone el reciente lanzamiento en solitario de Navarro, Trust No One. A los fanes se les dijo que esperasen un "Sexual Circo Psicótico, no estoy seguro de si querrás citarme en esto, pero los fans verán semi desnudos, muchos centavos, solos de guitarra y tambores tribales..." Esto fue exactamente lo que los fanes tuvieron. Durante la interpretación de Classic Girl, bailarines con poca ropa, iluminados, llenaron el escenario. Para el tour, de nuevo Avery negó cualquier participación. Con Flea ocupado con los Chili Peppers, el bajista de Porno for Pyros, Martyn LeNoble, fue traído para llenar el vacío. Tras el éxito de esta gira, la banda decidió grabar un nuevo álbum tras Ritual De Lo Habitual y escogió a Chris Chaney para reemplazar a Martyn LeNoble en el bajo. Entraron en el estudio con el legendario productor Bob Ezrin en 2001, grabando como una banda por primera vez en más de 10 años. El resultado fue el último disco del grupo, Strays. Algunas de las canciones (o partes de las canciones), eran de muy atrás en la historia de la banda, mientras que otras eran nuevas. La crítica fue generalmente favorable, la revista Rolling Stone dijo que "La banda suena familiar" y "más robusto", aunque sin brillo de la "locura" de la formación original.
El primer sencillo, "Just Because", fue el mayor sencillo de la banda hasta la fecha, llegando número uno en las listas de Billboard 100, aunque la sexta canción del disco, "Superhero", atrajo la mayor atención como tema destacado de Entourage, exitosa serie de HBO.
La banda pasó 2003, en una extensa gira mundial en apoyo de Strays, incluyendo, la figuración como cabeza de cartel en una gira del reencarnado tour estadounidense Lollapalooza. Jane's Addiction, una vez más se disolvió hacia el final de su gira de 2003 cancelando varias fechas. Aunque los detalles exactos que rodean la desaparición de la banda son escasos, Navarro explicó en su página Web, en junio de 2004, que las razones de la ruptura fueron esencialmente las mismas que en 1991.

### Segunda ruptura (2004-2008)
Durante su segunda gran división, la banda participó en diversos proyectos. Navarro, Perkins y Chaney formaron una nueva banda, The Panic Channel, con el cantante Steve Isaacs, que junto lanzó un álbum, titulado (ONE), en 2006. Perry Farrell, junto con su esposa Etty Lau Farrell y el exguitarrista de Extreme Nuno Bettencourt, formó The Satellite Party. La banda firmó con Columbia Records y lanzó su álbum debut, Ultra Payloaded en 2007. Eric Avery firmó con Dangerbird Records para el lanzamiento de su álbum en solitario Help Wanted en 2008.
Un greatest hits titulado Up From The Catacombs - The Best of Jane's Addiction se publicó el 19 de septiembre de 2006.

### Reunión y NIN/JA Tour (2008–2010)
Jane's Addiction a cabo en la primera NME Awards EE. UU. el 23 de abril de 2008, con la línea de base reunidos en marcha de Perry Farrell, Dave Navarro, Eric Avery y Stephen Perkins. Esta fue la primera actuación con el bajista Eric Avery, desde 1991, la que sucedió después de su discurso de aceptación del premio "Godlike Genius Award". La formación original realizó su primera serie completa en 17 años en Los Ángeles el 23 de octubre de 2008 en La Cita Bar, y tocó dos conciertos más en el club de El Cid en Los Ángeles el 20 de noviembre. y el Echoplex el 16 de febrero de 2009. El 11 de abril de 2009 tuvieron una fiesta de cumpleaños de Perry que incluía a miembros de Jane's Addiction y Porno for Pyros en el mismo escenario, la fiesta fue apodada Perrypalooza
Alrededor de este tiempo, fueron tomadas fotos de Perry Farrell, Dave Navarro, Eric Avery y Stephen Perkins, por Trent Reznor, las que aparecieron en el sitio Web oficial de Nine Inch Nails, dando lugar a especulaciones de que Reznor podría estar colaborando con el nuevo material de Jane's Addiction. Reznor posteriormente envió una entrada de blog anunciando que Jane's Addiction acompañaría Nine Inch Nails en el verano de 2009 su gira, que comenzaría el 8 de mayo en el West Palm Beach, Florida.

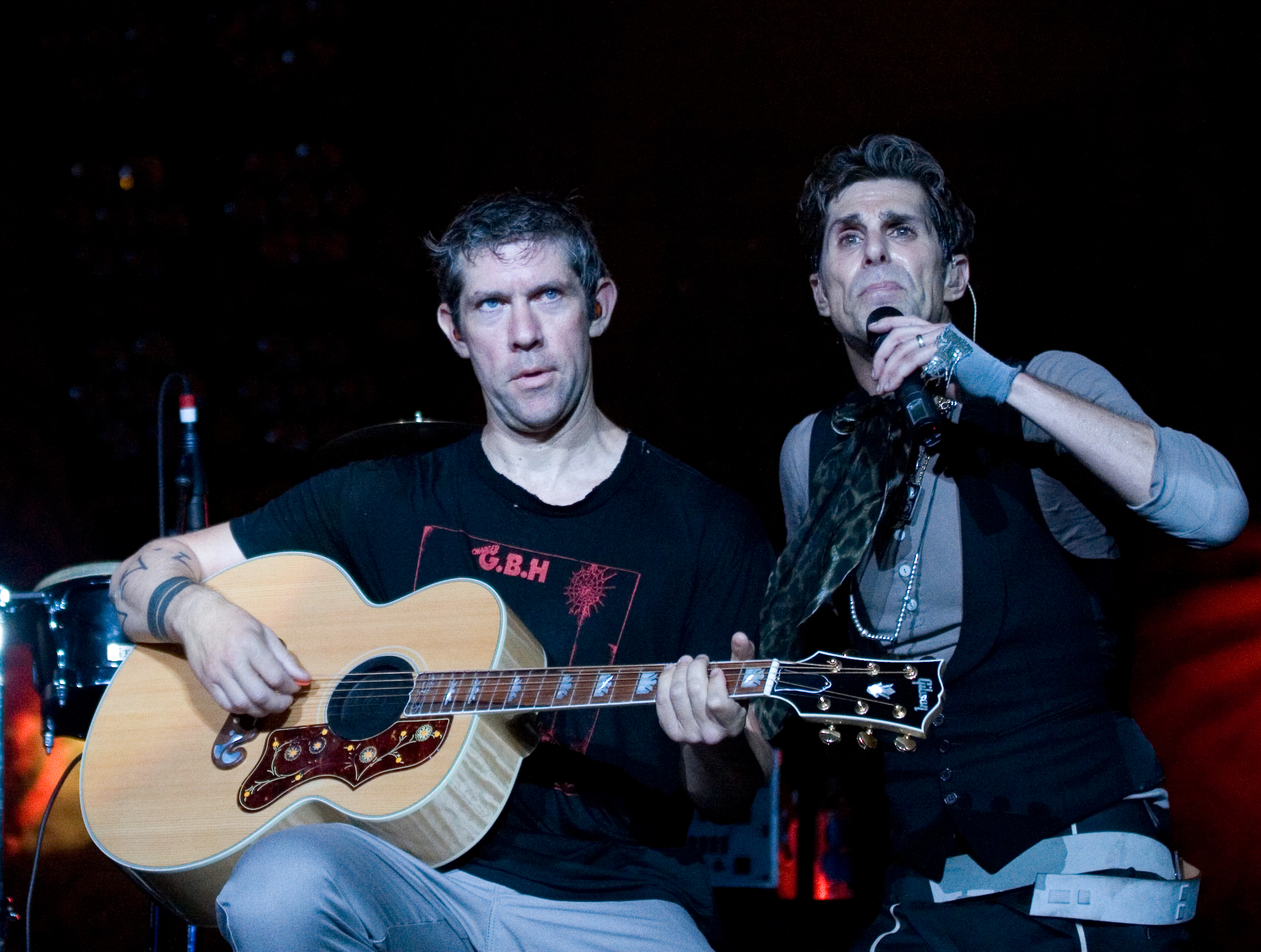
Eric Avery (izquierda) Perry Farrel (derecha) en uno de los conciertos como Jane's Addiction en 2009.

Para acompañar la gira, acabaron de grabar versiones de "Chip Away" y "Whores" se han lanzado de forma gratuita a través de la página Web oficial del tour. En cuanto a las pistas, Perry Farrell, declaró que: "solo para conseguir un poco de jugo creativo, entramos en el estudio durante dos semanas. Teníamos la idea de volver a grabar dos temas, solo porque nunca se ha hecho oficialmente en el estudio. Pasmos un buen tiempo escribiendo algunas cosas nuevas. Algunas estas casi listas, pero no del todo. Pero no hay prisa por mostrar nada en este momento”., el guitarrista Dave Navarro declaró: "La idea es que queremos dar a nuestros oyentes desde hace mucho tiempo algo para celebrar la gira y "Whores" siempre ha sido uno de los temas que nos definen desde el principio."
Un box-set, titulado A Cabinet of Curiosities, también fue lanzado para acompañar a los NIN/JA Tour en abril de 2009.
Mientras que Jane's Addiction se reserva para jugar la Splendour in the Grass en Australia, los problemas de salud han impedido que la banda de hiciera el viaje Down Under. informaron de que una infección en el brazo, probablemente el de baterista Stephen Perkins, es la causa de la cancelación. La gira australiana de todo ha sido cancelado, aunque el estado de Jane's Addiction que van a regresar a Australia tan pronto como sea posible.
Jane's Addiction a cabo en el 2009 Voodoo Fest que se celebró en el City Park en Nueva Orleans, Luisiana durante el fin de semana de Halloween.
Jane's Addiction se vuelve a Australia en febrero de 2010 para el Festival de Soundwave. Eric Avery, posteriormente dejó la banda después de la finalización del festival, diciendo lo siguiente: "Eso es todo. Con pesar de la igualdad de las partes y del socorro, el experimento de Jane's Addiction llega a su fin.

### The Great Escape Artisty paso por Latinoamérica (2010-2020)
Tras la salida de Avery y la finalización de la Soundwave Festival, el vocalista Perry Farrell dijo:

"El gran artista escapó", y yo voy a escribir al menos tres canciones más en el camino de regreso a Los Ángeles. Todo lo que dejo de pensar es, "Este es el comienzo de... algo que ya se siente muy bien, no puedo esperar. Siempre estoy tan ansioso de llegar a casa y empezar a trabajar en un nuevo disco y un espectáculo. Escribí una canción de hoy,
Perry Farrel

El 30 de marzo de 2010, se informó de que McKagan se encuentra actualmente en el estudio de la escritura con Jane's Addiction con una foto del grupo trabajando en conjunto publicado en la página de Twitter de Navarro, sin embargo, la banda de McKagan o si se ha unido en una base a tiempo completo.
Al pasar a formar Jane's Addiction, McKagan declaró:.

Algo así como la oportunidad de componer, grabar, e incluso tocar con una banda de la calidad de Jane's Addiction no se dejan caer cada día. Tengo un gran respeto por esta banda y los chicos de la misma. La música que hemos estado escribiendo es una extensión de ese respeto mutuo. [...] Yo he sido un gran fan de Eric Avery desde mediados de los años 80, cuando yo iba a verlos tocar en los clubes en Los Ángeles. Esto no es, en mi mente, de mí le sustituya, en cualquier manera o forma. [...] Perry Farrell es un absoluto visionario. Dave Navarro siempre ha sido un guitarrista que he tenido un gran respeto. Jugando en una sección rítmica con Stephen Perkins es casi de trance. También quiero dejar claro a los fans de Jane's Addiction que realmente aprecio todas las amables palabras y el sentimiento dirigido a mí.
Duff McKagan

La nueva alineación de Jane's Addiction hizo su debut en la celebración del cumpleaños 51 del cantante Perry Farrell, en Les Deux en Los Ángeles, California el 30 de marzo.
En abril, el grupo anunció dos fechas para su gira europea, prevista para junio, que tendrá lugar en el Gelredome, en Arnhem, Países Bajos, y una aparición en el Rock in Rio en Madrid, España que precedieron a las muestras en Europa era un uno fuera del Cinco de Mayo concierto que tuvo lugar en la Bardot en Hollywood, California el miércoles, 5 de mayo. Durante el show, que debutó una nueva canción titulada "Soulmate".
El 6 de septiembre, se anunció que Duff McKagan salía de Jane's Addiction. En un comunicado, la banda comentó: "Queremos dar las gracias a Duff por ayudarnos a escribir canciones para nuestro nuevo disco", dijo la banda a través de correo electrónico "Nos encanta las canciones que trabajamos con él - y los conciertos eran una explosión - pero. musicalmente íbamos todos en diferentes direcciones. A partir de aquí Duff va a trabajar en sus propias cosas, así que le deseamos todo lo mejor ".
Tras esto, el grupo se dirigió a una gira en Sudamérica iniciando su primer concierto en Buenos Aires, Argentina, el 31 de marzo de 2011. El grupo se presentará en la primera celebración del Lollapalooza en Chile como una de las bandas principales del evento a realizarse el 2 y 3 de abril en el Parque O'Higgins, junto con agrupaciones como The Killers, Kayne West, Yeah Yeah Yeahs, Deftones, y en compañía de bandas chilenas como Chico Trujillo, Los Bunkers y The Ganjas, entre otros. El 8 de abril, se presentó en México en el marco del Vive Latino en su edición 2011, presentación en el escenario principal del festival que tuvo actos en vivo como Sepultura, Tokyo Ska Paradise Orchestra y The Chemical Brothers.
El 30 de marzo de 2011, Perry Farrell debutó mundialmente y de manera exclusiva el sencillo "End To The Lies" en el programa "La Ley Del Rock" de Radio Futuro. Su primera interpretación fue en el recital del día siguiente en Buenos Aires, Argentina.
En marzo de 2019, se lanzó el libro "El Ritual de Jane's Addiction", escrito por el periodista argentino Fabrizio Pedrotti. Está basado en más de cien horas de entrevistas con el grupo completo, además de mánagers, productores y otros artistas de renombre. Los prólogos fueron escritos por el propio Perry Farrell y Mike Portnoy.

### 'Imminent Redeption' Nueva Reunión y Nueva Separación (2024)
El 23 de mayo del 2024, la banda con la alineación original se reunió para tocar un concierto en Londres. En el concierto, presentó su nuevo sencillo, "Imminent Redemption", su primera canción en 10 años.
El día 13 de septiembre del 2024, en su presentación en Boston, durante la canción Ocean Size; Perry Farrell agredió y empujó al guitarrista Dave Navarro haciendo que el concierto se detuviera abruptamente. Posteriormente, se cancelaría la presentación y al día siguiente a través de sus redes sociales anunciaron su pausa indefinida y cancelación de su actual gira.

## Miembros

### Miembros actuales
- Perry Farrell - voz (1985–1991, 1997, 2001–2004 y 2008–2024)
- Eric Avery – bajo (1985–1991, 2008–2010 y 2022–2024)[33]
- Dave Navarro - guitarra (1986–1991, 1997, 2001–2004 y 2008–2024 (en pausa durante 2022-2024)
- Stephen Perkins - batería (1986–1991, 1997, 2001–2004 y 2008–2024)
- Josh Klinghoffer - guitarra en vivo (2022-2024)

### Antiguos miembros
- Duff McKagan - bajo (2010)
- Flea – (1997)
- Martyn LeNoble – bajo (2001–2002)
- Chris Brinkman – guitarra (1985–1986)
- Matt Chaikin – batería (1985–1986)
- Ed Dobrydnio – guitarra (1986)
- Mark Pritchard – guitarra (1986)
- Chris Chaney – bajo (2002–2004, 2011-2022)

## Discografía

### Álbumes de estudio
- 1987: Jane's Addiction
- 1988: Nothing's Shocking
- 1990: Ritual de lo Habitual
- 2003: Strays
- 2011: The Great Escape Artist

### Álbumes compilatorios
- 1991: Live and Rare
- 1997: Kettle Whistle
- 2006: Up From the Catacombs: The Best of Jane's Addiction

### En vivo
- 1987: Jane's Addiction

### Box set
- 2009: A Cabinet of Curiosities